# Aagaardia sivertseni
Aagaardia sivertseni är en tvåvingeart som först beskrevs av Aagaard 1979.  Aagaardia sivertseni ingår i släktet Aagaardia och familjen fjädermyggor. Arten har ej påträffats i Sverige. Inga underarter finns listade i Catalogue of Life.